# Buire-sur-l'Ancre
Buire-sur-l'Ancre és un municipi francès situat al departament del Somme i a la regió dels Alts de França. L'any 2007 tenia 330 habitants.

## Demografia

### Població
El 2007 la població de fet de Buire-sur-l'Ancre era de 330 persones. Hi havia 116 famílies de les quals 24 eren unipersonals (12 homes vivint sols i 12 dones vivint soles), 36 parelles sense fills i 56 parelles amb fills.
La població ha evolucionat segons el següent gràfic:
Habitants censats

### Habitatges

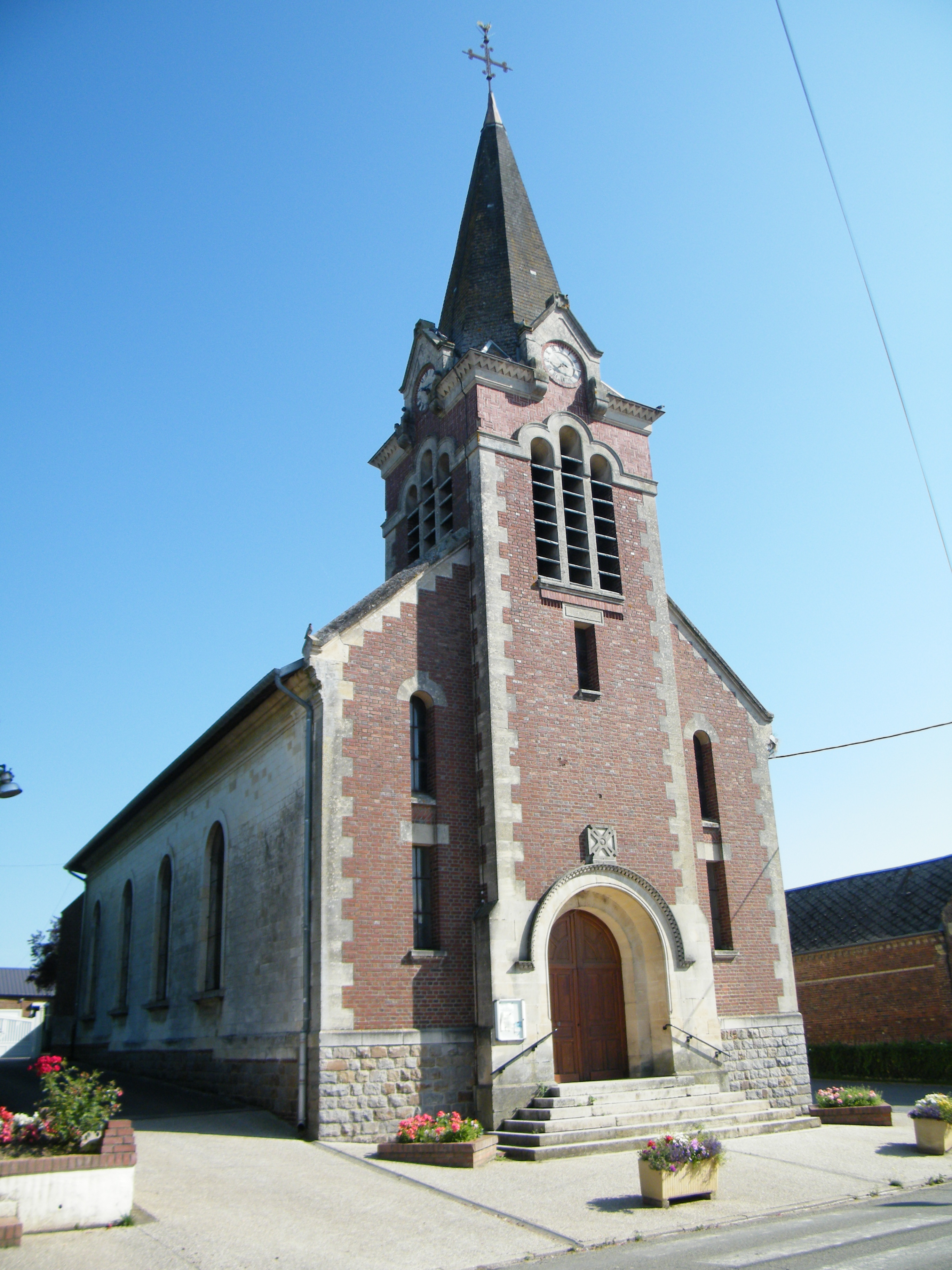

El 2007 hi havia 133 habitatges, 122 eren l'habitatge principal de la família, 6 eren segones residències i 5 estaven desocupats. Tots els 130 habitatges eren cases. Dels 122 habitatges principals, 109 estaven ocupats pels seus propietaris, 11 estaven llogats i ocupats pels llogaters i 2 estaven cedits a títol gratuït; 3 tenien dues cambres, 9 en tenien tres, 27 en tenien quatre i 83 en tenien cinc o més. 105 habitatges disposaven pel capbaix d'una plaça de pàrquing. A 52 habitatges hi havia un automòbil i a 59 n'hi havia dos o més.

### Piràmide de població
La piràmide de població per edats i sexe el 2009 era:
| Homes | Edats   | Dones |
| ----- | ------- | ----- |
| 0     | 95 o +  | 0     |
| 4     | 90 a 94 | 0     |
| 0     | 85 a 89 | 4     |
| 4     | 80 a 84 | 0     |
| 4     | 75 a 79 | 8     |
| 8     | 70 a 74 | 12    |
| 0     | 65 a 69 | 4     |
| 4     | 60 a 64 | 0     |
| 4     | 55 a 59 | 4     |
| 16    | 50 a 54 | 8     |
| 16    | 45 a 49 | 32    |
| 8     | 40 a 44 | 12    |
| 12    | 35 a 39 | 12    |
| 4     | 30 a 34 | 4     |
| 4     | 25 a 29 | 16    |
| 16    | 20 a 24 | 4     |
| 20    | 15 a 19 | 8     |
| 12    | 10 a 14 | 16    |
| 8     | 5 a 9   | 8     |
| 8     | 0 a 4   | 20    |

## Economia

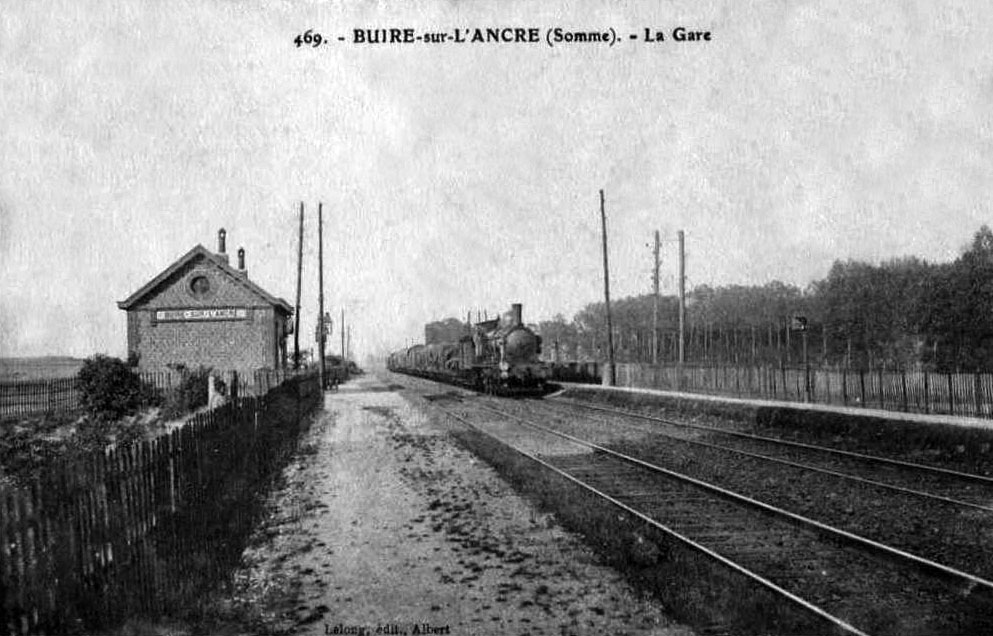
Tren

El 2007 la població en edat de treballar era de 204 persones, 152 eren actives i 52 eren inactives. De les 152 persones actives 134 estaven ocupades (76 homes i 58 dones) i 17 estaven aturades (7 homes i 10 dones). De les 52 persones inactives 10 estaven jubilades, 16 estaven estudiant i 26 estaven classificades com a «altres inactius».

### Ingressos
El 2009 a Buire-sur-l'Ancre hi havia 125 unitats fiscals que integraven 326 persones, la mediana anual d'ingressos fiscals per persona era de 17.572 €.

### Activitats econòmiques
Dels 4 establiments que hi havia el 2007, 1 era d'una empresa de construcció, 1 d'una empresa d'hostatgeria i restauració, 1 d'una empresa financera i 1 d'una empresa de serveis.
L'únic servei als particulars que hi havia el 2009 era una lampisteria.
L'any 2000 a Buire-sur-l'Ancre hi havia 7 explotacions agrícoles.

## Equipaments sanitaris i escolars
El 2009 hi havia una escola maternal integrada dins d'un grup escolar amb les comunes properes formant una escola dispersa.

## Poblacions properes
El següent diagrama mostra les poblacions més properes.